# Битва при Баудсе
Битва при Баудсе (сражение при Бандах; англ. Battle of Bauds) — битва, произошедшая в 962 году в местечке Баудс (западнее шотландского городка Каллен) между шотландским войском, возглавляемым королём Индульфом, и викингами-данами. Хотя Индульф был убит в сражении, даны потерпели поражение.